# Ашлян-фу
Аш-лянфу́ (ашлямфу́, ашлянфу́) — национальное блюдо дунган. Представляет собой лапшу с кусочками крахмала в холодном бульоне. Иногда добавляется острый соус, мясо, овощи и омлет. Готовится во многих азиатских странах. На постсоветском пространстве наибольшую известность получил ашлян-фу, приготовляемый в городе Каракол, административном центре Иссык-Кульской области Кыргызстана.

## История
История этого блюда не вполне ясна. По основной версии, его привезли дунгане-переселенцы из Китая.
Дунгане называют его лен-фын, что означает «холодный крахмал» «冷澱粉», но в Китае по понятным причинам это блюдо готовится несколько по-другому.
Самое раннее появление в продаже — где-то в 1970-е годы на улицах города Пржевальска (ныне Каракол). Готовилась на месте из полуфабрикатов и продавалась частными лицами, в основном женщинами-дунганками. В начале 80-х стала появляться в заведениях городского общепита, в 1986-м году в кафе нового Пржевальского быткомбината появилась ашлянфу с мелкопорезанным мясом. К концу 80-х стала появляться и в кафе города Фрунзе (ныне Бишкек).
В Кыргызстане ашлян-фу получил большое распространение, проводятся конкурсы на приготовление и скорость поедания ашлян-фу. Можно предположить, что к названию популярного китайского блюда «лен-фын» «凉粉» (у дунган «лянфу»), добавилось уйгурское «аш» (блюдо, еда). Отсюда и получилось «ашлянфу». Очевидно, что с добавлением новых ингредиентов (лапша, яйца) к «лянфу», понадобилось новое название: «ашлянфу».
На день города в Караколе в 2019 году было приготовлено рекордное количество блюда — полторы тонны.

## Приготовление
Составные части блюда — лапша, соус, заварной крахмал, омлет.
Лапша может быть из пшеничной муки или бобового крахмала. Её отваривают и промывают. Соус может быть разнообразным, это или «лаза» (лазджан) — дунганская острая приправа или овощной, известны варианты с добавлением мяса. Крахмал варится 15—20 минут на медленном огне, охлаждается и режется на части. Яйца для омлета взбиваются, обжариваются, готовый «блин» режется мелкой соломкой. При подаче все ингредиенты выкладываются в тарелку и посыпаются рубленой зеленью.

## Энергетическая ценность
Пищевая ценность на 100 граммов:
Калорийность — 116 кКалл
- Белки — 8,1 г
- Жиры — 7,6 г
- Углеводы — 4 г
- Клетчатка — 0 г[8].